# Lovely Runner
Lovely Runner (en hangul, 선재 업고 튀어; romanización revisada, Seonjae eopgo twieo; literalmente, «Salta sobre la espalda de Seon-jae») es una serie de televisión surcoreana dirigida por Yoon Jong-ho y Kim Tae-yeop, y protagonizada por Byeon Woo-seok, Kim Hye-yoon, Song Geon-hee y Lee Seung-hyub. Está basada en una novela web del mismo título original, escrita por Kim Bbang, y que también fue adaptada como webtoon. Formada por dieciséis episodios, se emitió en el canal tvN desde el 8 de abril hasta el 28 de mayo de 2024, en horario de lunes y martes a las 20:50 (hora local coreana). También está disponible en la plataforma TVING.

## Sinopsis
Es un romance de fantasía en el tiempo que representa a una estrella masculina que termina trágicamente su vida y una mujer que viaja al pasado para salvarlo. Ryoo Sun-jae, una de las principales estrellas de Corea que es perfecto en todo y nunca ha bajado de la cima desde su debut, pero la vida en la industria del entretenimiento lo agota y finalmente fallece. Im Sol, quien renunció a sus sueños debido a un accidente a una edad temprana, recibe una llamada desde la radio de Sun-jae, él la anima a seguir viviendo y se convierte en su fan.
Un día, Sun-jae muere y Sol accidentalmente retrocede 15 años para salvarlo. Ambos se reencuentran como estudiantes de secundaria y ella lucha por evitar su trágico futuro.

## Reparto

### Principal
- Byeon Woo-seok como Ryoo Sun-jae, una estrella de primera magnitud de la escena coreana que lo tiene todo, desde buena apariencia hasta talento y encanto. Es un exnadador convertido en cantante y actor, pero su vida como celebridad no termina bien y finalmente lo lleva a su desafortunada muerte.[5][6]
- Kim Hye-yoon como Im Sol, una joven encantadora que renuncia a su sueño de convertirse en directora de cine cuando queda en silla de ruedas.[7][8]
- Song Geon-hee como Kim Tae-sung, un ulzzang con una apariencia extravagante. Es el bajista de una banda diferente.[9]
- Lee Seung-hyup como Baek In-hyuk, un chico tranquilo y amigable con quien es fácil llevarse bien. Es el mejor amigo de Sun-jae, además de líder y guitarrista de la famosa banda Eclipse.[10][11]

### Secundario

#### Entorno de Sol
- Jung Young-joo como Park Bok-soon, la madre de Sol. Es madre soltera, que tiene fuerzas para gestionar una tienda de DVD en dificultades mientras cría a sus dos hijos y se cuida de su anciana madre.[12][13]
- Sung Byung-sook como Jung Mal-ja, la abuela sabia y bondadosa de Sol.[14]
- Song Ji-ho como Im Geum, el hermano mayor de Sol. Es un aspirante a actor lleno de pasión por la actuación, pero sufre repetidos fracasos en las audiciones.[15][16][17]
- Seo Hye-won como Lee Hyun-joo, la mejor amiga de Sol. Es atrevida, aguda y terca.[18]

#### Entorno de Sun-jae
- Kim Won-hae como Ryoo Geun-deok, el padre de Sun-jae y dueño de la Casa Galbit.[14]
- Ahn Sang-woo como el representante Kim, director ejecutivo de la agencia JNT de Sun-jae.[14]
- Lee Il-joon como Park Dong-seok, el manager de Sun-jae.[19]

#### Entorno de Tae-sung
- Park Yoon-hee como el detective Kim, el padre de Tae-sung, un veterano detective con 20 años de experiencia.
- Kim Hwi-kyoo como Cha Yi-seul, un amigo de Tae-sung que tiene una apariencia desgastada que contradice su bonito nombre.

#### Gente de JNT
- Moon Yong-seok como Hyun-soo, el baterista de la banda Eclipse.[14]
- Yang Hyuk como Jay, el miembro más joven de la banda Eclipse.[20]

#### Escuela secundaria Jagam
- Lee Cheol-woo como Kim Hyung-koo, miembro del equipo de natación de la escuela y autoproclamado rival de Sun-jae.
- Kim Hyun-kyoo como Choi Hyun-goo, amigo de Sun-jae del equipo de natación.
- Jung Kang-hee como el entrenador Ahn, entrenador del equipo de natación.
- Oh Se-young como Choi Ga-hyun, la exnovia de Tae-sung.[21]

### Otros
- Ko Tae-jin como Choi Jung-hoon, un empleado del cine donde Sol solicita una entrevista.[22]

### Apariciones especiales
- Park Tae-hwan como él mismo.[23]
- Kwon Yu-ri como ella misma.[24]
- Han Seung-yeon como DJ de radio de Eclipse.[25]
- Lee Soo-ji (ep. 1).

## Producción y promoción
Lovely Runner está basada en la popular novela web 내일의 으뜸 : 선재 업고 튀어 [Lo mejor del mañana: salta sobre la espalda de Seonjae, escrita por Kim Bbang y publicada en KakaoPage entre julio y septiembre de 2020. Tiene también una versión en webtoon realizada por el ilustrador Doong Doong entre 2021 y 2022.
La serie está escrita por Lee Si-eun, quien también fue guionista en 2020 de la celebrada True Beauty. El director es Yoon Jong-ho, que lo fue asimismo de Holo, mi amor (2020).
En julio de 2023 se confirmó la participación de Byun Woo-seok y Kim Hye-joon como protagonistas de Lovely Runner. El rodaje se llevó a cabo durante el segundo semestre de 2023.
El 6 de marzo de 2024 se anunció la fecha del estreno y se lanzaron el primer cartel y el primer avance de la serie. El 13 de marzo se hizo público un nuevo avance, el 15 se publicaron más carteles con los dos personajes caracterizados como estudiantes de secundaria, y cuatro días después la casa productora difundió algunos fotogramas con los dos protagonistas.

## Banda sonora original
| Parte | Fecha de publicación                                                                | Título                                                                              | Letra                                                                               | Música                                                                              | Artista                                                                             | Dur.                                                                                | Ref.                                                                                |
| ----- | ----------------------------------------------------------------------------------- | ----------------------------------------------------------------------------------- | ----------------------------------------------------------------------------------- | ----------------------------------------------------------------------------------- | ----------------------------------------------------------------------------------- | ----------------------------------------------------------------------------------- | ----------------------------------------------------------------------------------- |
| 1     | 8 de abril de 2024                                                                  | 소나기 («Ducha repentina»)                                                          | Han Sung-ho                                                                         | Han Sung-ho, Park Soo-suk                                                           | Eclipse                                                                             | 3:53                                                                                | [ 33 ]                                                                              |
| 1     | 8 de abril de 2024                                                                  | «Run Run»                                                                           | Jeong Jin-wook                                                                      | Yipro                                                                               | Eclipse                                                                             | 3:34                                                                                | [ 33 ]                                                                              |
| 1     | 8 de abril de 2024                                                                  | «You & I»                                                                           | Kim Min, Taylor                                                                     | Kim Min, Taylor                                                                     | Eclipse                                                                             | 2:49                                                                                | [ 33 ]                                                                              |
| 1     | 8 de abril de 2024                                                                  | 만날테니까 («Porque nos encontraremos»)                                             | San Yoon                                                                            | Vendurs                                                                             | Eclipse                                                                             | 2:47                                                                                | [ 33 ]                                                                              |
| 2     | 9 de abril de 2024                                                                  | «Star»                                                                              | Jeong Koo-hyun, Aseul                                                               | Jeong Koo-hyun                                                                      | N.Flying                                                                            | 3:38                                                                                | [ 34 ]                                                                              |
| 3     | 16 de abril de 2024                                                                 | 꿈결같아서 («Como un sueño»)                                                        | Jeong Koo-hyun, Aseul                                                               | Jeong Koo-hyun                                                                      | Minnie, (G)I-dle                                                                    | 4:09                                                                                | [ 35 ]                                                                              |
| 4     | 23 de abril de 2024                                                                 | 이 마음을 전해도 될까 («¿Puedo amarte?»)                                            | Park Woo-sang (LOGOS), Song Yoo-jin                                                 | Park Woo-sang (LOGOS), Song Yoo-jin                                                 | Umji (Viviz)                                                                        | 3:18                                                                                | [ 36 ]                                                                              |
| 4     | 23 de abril de 2024                                                                 | 슈퍼울트라맨 («Super Ultra Man»)                                                    | Deundeun Man                                                                        | Deundeun Man                                                                        | Deundeun Man                                                                        | 3:18                                                                                | [ 36 ]                                                                              |
| 4     | 23 de abril de 2024                                                                 | «I'll Be There»                                                                     | G.Gorilla                                                                           | G.Gorilla                                                                           | Eclipse                                                                             | 3:52                                                                                | [ 36 ]                                                                              |
| 5     | 30 de abril de 2024                                                                 | « A Day»                                                                            | Han Jae-hwan, Park Jeong-jun                                                        | Han Jae-hwan                                                                        | Jongho (Ateez)                                                                      | 3:52                                                                                | [ 37 ]                                                                              |
| 6     | 6 de mayo de 2024                                                                   | 그랬나봐 («Supongo que sí»)                                                         | You Hee-yeol                                                                        | You Hee-yeol                                                                        | Yoo Hwe-seung (N.Flying)                                                            | 4:20                                                                                | [ 38 ]                                                                              |
| 7     | 7 de mayo de 2024                                                                   | 독백 («Monólogo»)                                                                   | Baek Seung-jae, Jason Moon, Sean Kimm                                               | Baek Seung-jae, Jason Moon                                                          | Jae Yeon                                                                            | 3:11                                                                                | [ 39 ]                                                                              |
| 8     | 14 de mayo de 2024                                                                  | 봄눈 («Nieve de primavera»)                                                         | Choi In-young                                                                       | Choi In-young                                                                       | 10 cm                                                                               | 3:21                                                                                | [ 40 ]                                                                              |
| 9     | 21 de mayo de 2024                                                                  | 선물 («Regalo»)                                                                     | Choi In-young                                                                       | Choi In-young                                                                       | Ha Sung-woon                                                                        | 4:50                                                                                | [ 41 ]                                                                              |
| 10    | 27 de mayo de 2024                                                                  | 떠나지마 («No te vayas»)                                                            | Doko                                                                                | Doko, Sa Seung-ho                                                                   | Doko                                                                                | 3:21                                                                                | [ 42 ]                                                                              |
| Notas | Las canciones de la banda sonora tienen una versión instrumental de igual duración. | Las canciones de la banda sonora tienen una versión instrumental de igual duración. | Las canciones de la banda sonora tienen una versión instrumental de igual duración. | Las canciones de la banda sonora tienen una versión instrumental de igual duración. | Las canciones de la banda sonora tienen una versión instrumental de igual duración. | Las canciones de la banda sonora tienen una versión instrumental de igual duración. | Las canciones de la banda sonora tienen una versión instrumental de igual duración. |

## Recepción
Ya antes del estreno de Lovely Runner fue notada la relativa abundancia de series emitidas en los últimos meses que se basaban en el artificio del salto en el tiempo. La primera de ellas fue The Youngest Son of a Chaebol Family; el gran impacto que obtuvo (con un 26,9 % de audiencia en su último episodio) puede estar en el origen de esta proliferación. Después se fueron emitiendo Twinkling Watermelon, Perfect Marriage Revenge y Cásate con mi esposo, esta última también acompañada por el éxito. Algunos espectadores se manifestaban cansados por el abuso de este recurso narrativo, por lo que existía expectación sobre cómo sería acogida esta serie.

### Audiencia
| Temporada | Temporada | Episodio número | Episodio número | Episodio número | Episodio número | Episodio número | Episodio número | Episodio número | Episodio número | Episodio número | Episodio número | Episodio número | Episodio número | Episodio número | Episodio número | Episodio número | Episodio número | Promedio |
| Temporada | Temporada | 1               | 2               | 3               | 4               | 5               | 6               | 7               | 8               | 9               | 10              | 11              | 12              | 13              | 14              | 15              | 16              | Promedio |
| --------- | --------- | --------------- | --------------- | --------------- | --------------- | --------------- | --------------- | --------------- | --------------- | --------------- | --------------- | --------------- | --------------- | --------------- | --------------- | --------------- | --------------- | -------- |
|           | 1         | 0.737           | 0.704           | 0.892           | 0.859           | 0.947           | 0.871           | 1.090           | 1.124           | 1.384           | 1.275           | 1.322           | 1.189           | 1.315           | 1.289           | 1.431           | 1.661           | 1.131    |

| Episodio | Fecha de emisión    | Índices de audiencia (Nielsen Korea) | Índices de audiencia (Nielsen Korea) |
| Episodio | Fecha de emisión    | Nacional                             | Seúl                                 |
| --- | ------------------- | ------------------------------------ | ------------------------------------ |
| 1 | 8 de abril de 2024  | 3,073 % (2.ª)                        | 3,176 % (2.ª)                        |
| 2 | 9 de abril de 2024  | 2,710 % (3.ª)                        | 2,918 % (3.ª)                        |
| 3 | 15 de abril de 2024 | 3,444 % (1.ª)                        | 3,678 % (1.ª)                        |
| 4 | 16 de abril de 2024 | 3,378 % (1.ª)                        | 4,069 % (1.ª)                        |
| 5 | 22 de abril de 2024 | 3,435 % (2.ª)                        | 3,834 % (2.ª)                        |
| 6 | 23 de abril de 2024 | 3,377 % (1.ª)                        | 3,946 % (1.ª)                        |
| 7 | 29 de abril de 2024 | 4,459 % (1.ª)                        | 5,259 % (1.ª)                        |
| 8 | 30 de abril de 2024 | 4,095 % (1.ª)                        | 4,656 % (1.ª)                        |
| 9 | 6 de mayo de 2024   | 4,759 % (1.ª)                        | 5,638 % (1.ª)                        |
| 10 | 7 de mayo de 2024   | 4,752 % (1.ª)                        | 5,973 % (1.ª)                        |
| 11 | 13 de mayo de 2024  | 4,735 % (1.ª)                        | 5,670 % (1.ª)                        |
| 12 | 14 de mayo de 2024  | 4,260 % (1.ª)                        | 5,002 % (1.ª)                        |
| 13 | 20 de mayo de 2024  | 4,568 % (1.ª)                        | 5,214 % (1.ª)                        |
| 14 | 21 de mayo de 2024  | 4,827 %(1.ª)                         | 5,349 % (1.ª)                        |
| 15 | 27 de mayo de 2024  | 5,297 % (1.ª)                        | 6,197 % (1.ª)                        |
| 16 | 28 de mayo de 2024  | 5,762 % (1.ª)                        | 7,208 % (1.ª)                        |
| Promedio | Promedio            | 4,183 %                              | 4,862 %                              |
| - En la tabla superior, los números azules representan las calificaciones más bajas y los números rojos representan las más altas. - Esta serie se transmite en un canal de cable/televisión de pago, que normalmente tiene una audiencia menor respecto a las emisoras de televisión públicas/gratuitas (KBS, SBS, MBC y EBS). |                     |                                      |                                      |

## Premios y nominaciones
| Año  | Premios               | Categoría                                        | Candidato                     | Resultado | Ref.          |
| ---- | --------------------- | ------------------------------------------------ | ----------------------------- | --------- | ------------- |
| 2024 | Premios APAN Star     | Mejor director                                   | Yoon Jong-ho                  | Nominado  | [ 45 ] [ 46 ] |
| 2024 | Premios APAN Star     | Mejor guion                                      | Lee Si-eun                    | Nominado  | [ 45 ] [ 46 ] |
| 2024 | Premios APAN Star     | Mejor actor revelación                           | Lee Seung-hyub                | Nominado  | [ 45 ] [ 46 ] |
| 2024 | Premios APAN Star     | Mejor pareja                                     | Byeon Woo-seok y Kim Hye-yoon | Ganadores | [ 45 ] [ 46 ] |
| 2024 | Premios APAN Star     | Premio a la excelencia en serie televisiva       | Jung Young-ju                 | Ganadora  | [ 45 ] [ 46 ] |
| 2024 | Premios APAN Star     | Estrella global                                  | Byeon Woo-seok                | Ganador   | [ 45 ] [ 46 ] |
| 2024 | Premios APAN Star     | Actor más popular                                | Byeon Woo-seok                | Ganador   | [ 45 ] [ 46 ] |
| 2024 | Premios APAN Star     | Actriz más popular                               | Kim Hye-yoon                  | Ganadora  | [ 45 ] [ 46 ] |
| 2024 | Premios APAN Star     | Premio a la gran excelencia, actor en miniserie  | Byeon Woo-seok                | Nominado  | [ 45 ] [ 46 ] |
| 2024 | Premios APAN Star     | Premio a la gran excelencia, actriz en miniserie | Kim Hye-yoon                  | Nominada  | [ 45 ] [ 46 ] |
| 2024 | Premios APAN Star     | Mejor banda sonora original                      | Eclipse – "Sudden Shower"     | Ganador   | [ 45 ] [ 46 ] |
| 2024 | Premios APAN Star     | Mejor banda sonora original                      | N.Flying – "Star"             | Nominado  | [ 45 ] [ 46 ] |
| 2025 | Premios Baeksang Arts | Mejor serie                                      | Lovely Runner                 | Pendiente | [ 47 ] [ 48 ] |
| 2025 | Premios Baeksang Arts | Mejor actor de televisión                        | Byeon Woo-seok                | Pendiente | [ 47 ] [ 48 ] |
| 2025 | Premios Baeksang Arts | Mejor actriz de televisión                       | Kim Hye-yoon                  | Pendiente | [ 47 ] [ 48 ] |
| 2025 | Premios Baeksang Arts | Mejor actor revelación de televisión             | Song Geon-hee                 | Pendiente | [ 47 ] [ 48 ] |
| 2025 | Premios Baeksang Arts | Mejor guion de televisión                        | Lee Si-eun                    | Pendiente | [ 47 ] [ 48 ] |